# 糸満漁港

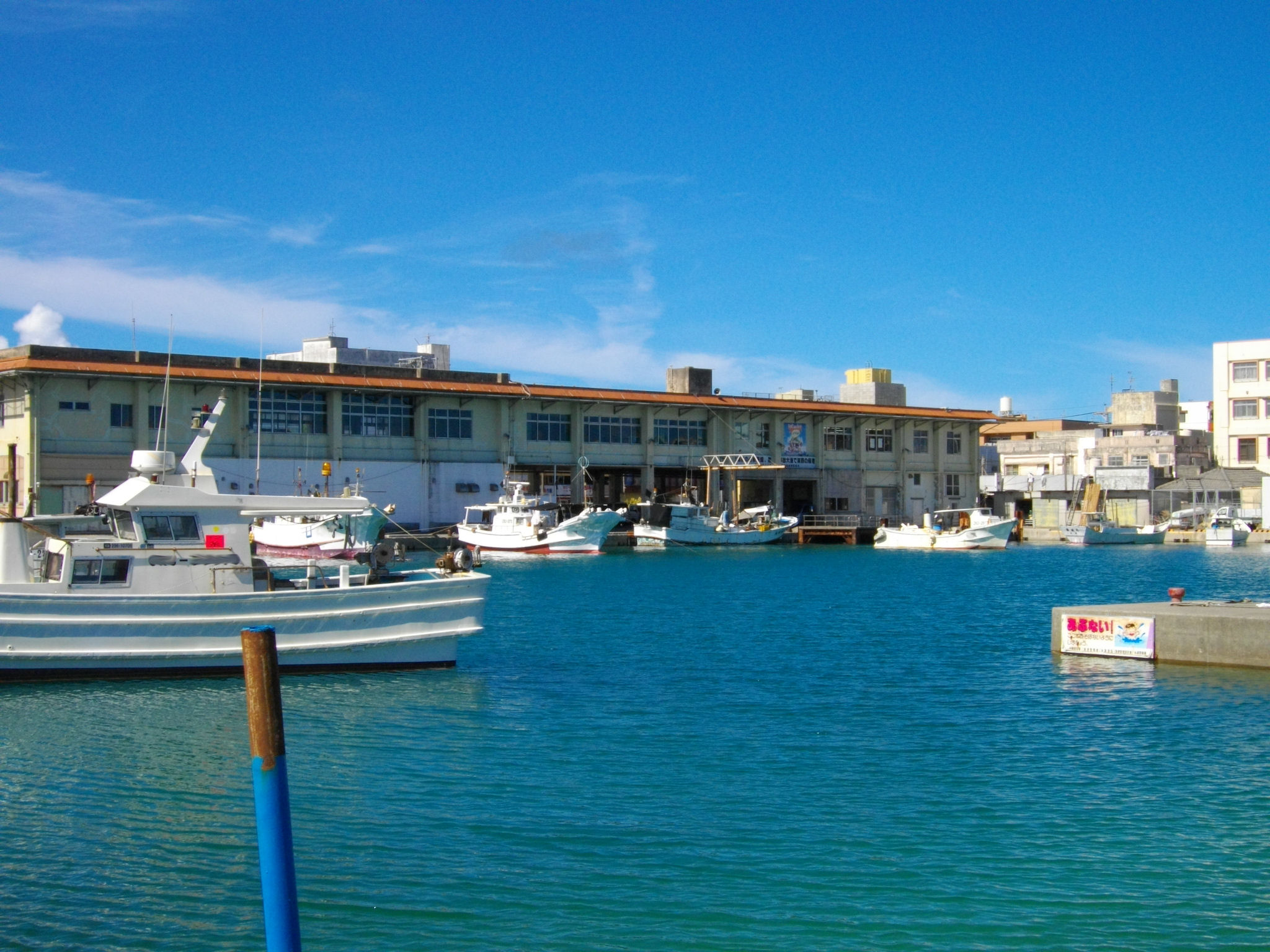
糸満漁港（中央・糸満漁業協同組合）

糸満漁港（いとまんぎょこう）は、沖縄県糸満市にある第3種漁港。沖縄県で唯一の第3種漁港であり、日本最南端かつ最西端の第3種漁港でもある。

## 概要
- 管理者 - 沖縄県
- 漁業協同組合 - 糸満
  - 住所 : 〒901-0361　糸満市糸満603-1
  - 営業時間 : 8：30～17：30 （日・祝祭日は定休日）
- 組合員数 - 349名〔2001年（平成13年）12月現在〕
- 漁港番号 - 5030010

## 沿革
- 1961年1月6日 - 第3種漁港に指定された。
- 2022年10月11日 - 県の高度衛生管理型荷捌施設として北地区に沖縄県水産公社地方卸売市場が開場。

## 主な魚種
- マグロ
- イカ類
- タイ類
- シイラ

## 主な漁業
- はえなわ
- 釣り（イカ釣り）